# التهاب اللب
التهاب اللب (بالإنجليزية: Pulpitis)‏وهو التهاب والأنسجة الضامة داخل الأسنان مما يؤدي إلى خلق ضغط حول السن ويشعر المريض بالام وسببها عدوى بكتيريا التي هي بحد ذاتها تتطور إلى تسوس الأسنان. و يمكن لالتهاب اللب يسبب مشاكل مع جذور لأعصاب في الأسنان.

## الأسباب
أسباب التهاب العصب السني ان تسوس الأسنان هو السبب الرئيسي لالتهاب عصب السن فالإهمال في علاج التسوس يؤدي إلى تفاقمه ووصوله إلى عصب السن أو قريبا منه. وعادة ما يكون ألم تسوس الأسنان لحظيا وقت وجود المؤثر على السن مثل السكريات أو الحار أو البارد. وعند وصول التسوس إلى لب السن يصبح الألم أشد ومستمرا. وبالتالي يدخل المريض إلى مرحلة اللا عودة والتي تتطلب علاج العصب
وأحيانا تتعرض الأسنان إلى كسور معينة نتيجة حادث ما، قد تمتد إلى عصب السن وبالتالي تحدث نفس الأعراض. وأحيانا يلتهب العصب بسبب التهاب لثوي عميق مصاحب بجيوب لثوية عميقه قد تمتد إلى الجزء الأخير من الجذر والتي بدورها تنقل الالتهاب إلى لب السن عن طريق الجذور. وأخيرا ان وجود حشوات كبيره أو تيجان صناعية قديمة امتد السوس إلى داخلها بدون ان يشعر المريض وفجأة يداهم الألم المريض وتظهر نفس الأعراض...

## الأعراض
زيادة الحساسية للمشروبات والأطعمة، وخاصة الساخنة والباردة منها، . خفقان لضغط الدم في عصب السن لفترة طويلة .الألم وقد يكون شديد . ويمكن أن يحدث التهاب اللب أيضا من دون أي ألم. ...

## العلاج
يكون العلاج مختلف وبمراحل حسب كل حالة وهي:
- تنظيف وحشو العصب.
- أحيانا يحتاج السن إلى وتد إذا كان التاج متآكلا إلى حد كبير، ويحتاج الطبيب إلى وتد يقوي به التاج.
- تلبيس السن بتاج صناعي مهم جدا لأن السن يصبح هشا وقابلا للكسر بعد فقده للبه وأوعيته الدموية وأعصابه. وهنا يكمن خطأ شائع ى خر هو ان المريض يتهاون في عمل التاج ويتركه كما هو وبعد عناء حشو العصب وفجأة ينكسر السن بدون انذار مسبق مما يؤدي إلى خلع السن.
-يقوم طبيب الاسنان عادةً بتنظيف جميع التسوس الموجود ومن ثم يكشف لب السن ويعمل فتحة مناسبه لمساعدته للوصول إلى بدايات القنوات الجذرية.
- تنظيف لب العصب وقنواته من الأنسجة والأعصاب الملتهبه وذلك باستخدام مبارد سنية مخصصة لتنظيف العصب ومحاليل كيميائية مطهرة وتحديد عدد القنوات الجذرية بدقة متناهية لأن ترك أي من القنوات بدون تنظيف وحشو قد يسبب فشلا ذريعا في العلاج بأكمله.
-استخدام الأشعة السنية لتحديد طول القنوات الجذرية للسن وذلك لحشوها بالكامل دون زيادة أو نقصان، حيث ان الحشوة يجب ان تصل إلى نهاية الجذر أو أنقص ب مليميتر واحد فقط.
-حشو القنوات بمادة الحشو البلاستيكيه والمسماة جاتابيرجا. ومن ثم التأكد من وصولها إلى نهاية القنوات وبعد ذلك يتم انهاء الحشو ووضع حشوة مؤقتة للتأكد من سلامة العملية.

## وصلات خارجية
- Definition of Pulpitis
- UK health Center: Pulpitis
- Pulpitis or Toothache, Symptoms and Treatment for Pulpitis or Toothache